# Сташкевичюте, Александра
Александра Станиславовна Сташкевичюте (22 декабря 1899, Каунас — 19 октября 1984, Вильнюс) — солистка Литовского национального театра оперы и балета, сопрано, педагог по вокалу, профессор.

## Биография
Окончила Пражскую консерваторию (класс Брамбергеровой; училась с 1922 по 1924 и с 1928 по 1930 годы). С 1925 по 1928 годы она училась на музыкальном отделении Пражского высшего педагогического училища (в классе Л. Линдорфс-Русова). В 1929—1941 гг. — солистка Государственного театра. В 1940—1941 гг., 1944—1984 гг. преподаватель в Литовской консерватории в Каунасе, с 1960 г. — профессор консерватории. После немецкого нападения на СССР успела эвакуироваться в Москву. Оттуда часто выезжала с концертными бригадами на фронт. За это в июле 1945 г. была награждена орденом "Знак Почёта". В 1948 г. из-за контактов с иностранцами попала под подозрения в шпионаже. МГБ установила за ней слежку и подсылала к ней агентов-провакаторов. 

## Репертуар
Исполняла около 20 партий, в том числе: Татьяну Петра Чайковского в опере « Евгений Онегин» , Маргариту в опере Чарльза Ганна «Фауст», Микаэлу в опере «Кармен», Аиду в опере Джузеппе Верди «Аида», Анжелику «Мими» в опере «Богема» Джакомо Пуччини , Чио Чио Сан в «Мадам Баттерфляй» Джакомо Пуччини , Анну в опере Моцарта «Дон Жуан», Гражину в одноимённой опере Юргиса Карнавичюса, Ярославну в опере Бородина и др.